# Household Words
 (mai 2022).
Si vous disposez d'ouvrages ou d'articles de référence ou si vous connaissez des sites web de qualité traitant du thème abordé ici, merci de compléter l'article en donnant les références utiles à sa vérifiabilité et en les liant à la section « Notes et références ».
Household Words était un magazine hebdomadaire anglais publié par Charles Dickens dans les années 1850.

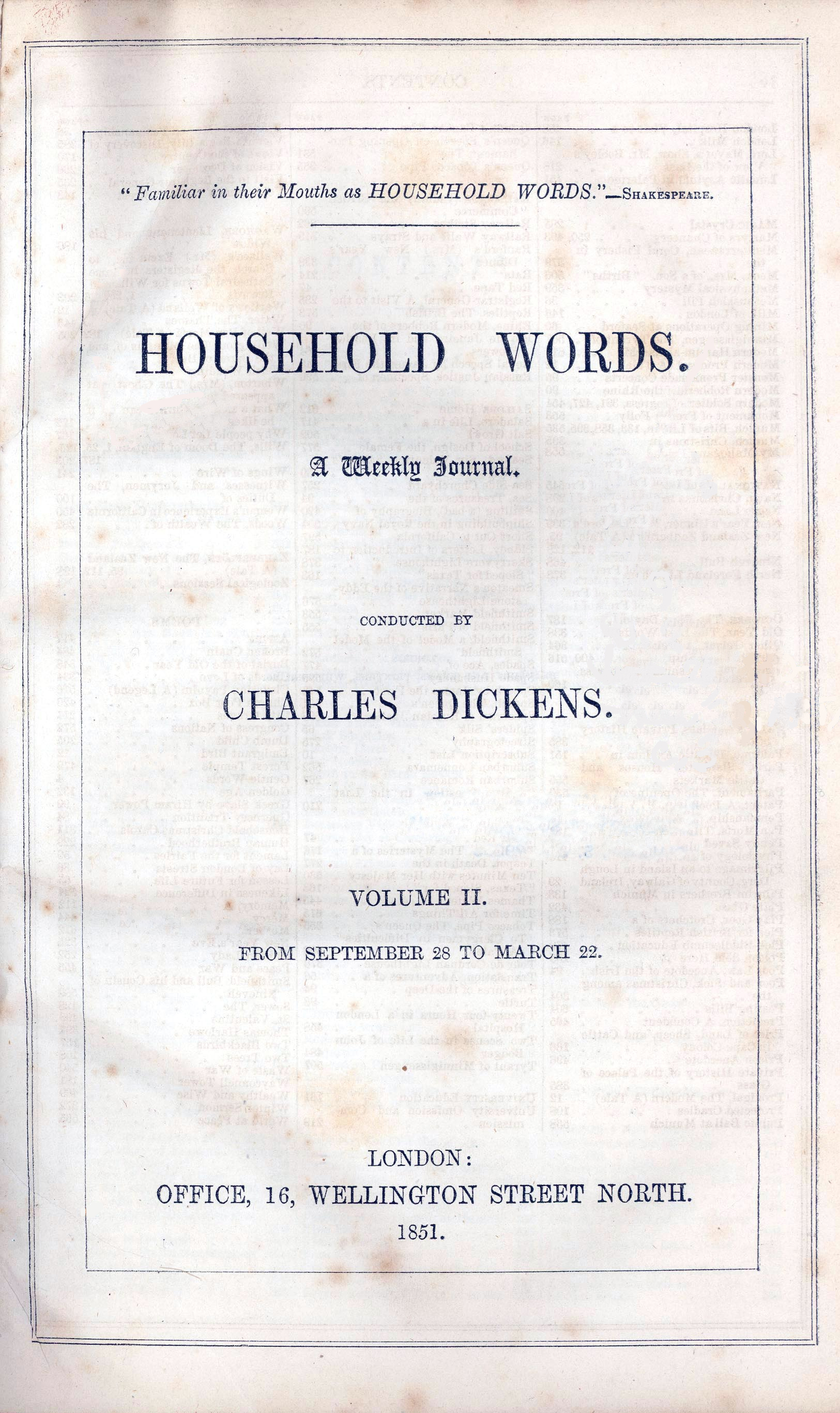
Couverture du volume II, du 28 septembre 1850 au 22 mars 1851.

Ce magazine tire son nom du vers de Shakespeare tiré de Henry V, « Familiar in his mouth as household words » (« Familiers dans sa bouche comme des mots d'usage courant »).

## Histoire
Household Words a été publié chaque mercredi de mars 1850 à mai 1859. Chaque numéro ne coûte alors que deux pence, ce qui en permet une large diffusion. La première édition du magazine comporte une section développant les principes du journal, intitulée « Un mot préliminaire » : 

« Nous aspirons à être comptés par nos lecteurs au nombre des choses chères à un foyer et à être présents dans les pensées de leur maisonnée. Nous espérons être le camarade et l'ami de bien des milliers de personnes des deux sexes, de tous âges et de toutes conditions, dont nous ne verrons peut-être jamais le visage. Nous cherchons à apporter à d'innombrables demeures, en provenance du monde changeant qui nous entoure, la connaissance de bien des merveilles de la société, bonnes ou mauvaises, qui ne sont pas conçues pour rendre aucun de nous moins ardemment constants en nous-mêmes, moins confiants dans le progrès de l'humanité, moins reconnaissants d'avoir le privilège de vivre à l'aurore d'une époque radieuse. 
We aspire to live in the Household affections, and to be numbered among the Household thoughts, of our readers. We hope to be the comrade and friend of many thousands of people, of both sexes, and of all ages and conditions, on whose faces we may never look. We seek to bring to innumerable homes, from the stirring world around us, the knowledge of many social wonders, good and evil, that are not calculated to render any of us less ardently persevering in ourselves, less faithful in the progress of mankind, less thankful for the privilege of living in this summer-dawn of time. »

— Charles Dickens, Household Words, first edition
Si le journal prend en théorie le parti des pauvres et des classes laborieuses, il s'adresse en réalité presque exclusivement aux classes moyennes. Seul le nom de Dickens, l'inspirateur qui guide le journal (conductor), y apparaît : les articles ne sont en effet pas signés (bien que les auteurs des feuilletons soient identifiés), et sans illustrations.

## Feuilletons publiés parHousehold Words
Parmi les ouvrages connus publiés par Household Words, on compte notamment : 
- A Child's History of England par Charles Dickens publié du 25 janvier 1851 au 10 décembre 1853 ;
- Hard Times for Theses Times par Charles Dickens publié du 1er avril au 12 août 1854 ;
- Cranford (9 épisodes, entre décembre 1851 et mai 1853), North and South ( 1er avril au 12 août 1854) et My Lady Ludlow (1858) par Elizabeth Gaskell ;
- The Song of the Western Men par Robert Stephen Hawker ;
- The Dead Secret et A Rogue's Life par Wilkie Collins.

## Contributeurs notables
- Nora Chesson
- Eliza Lynn Linton,
- Harriet Martineau,
- Adelaide Anne Procter
- George Augustus Henry Sala (en)
- William Howitt (en),
- Harriet Parr (en),